# Stadion MOSIR Bochnia
Stadion miejski w Bochni – odbywają się na nim mecze piłkarskie IV ligi polskiej, oraz Małopolskiej ligi juniorów młodszych i starszych, w których jako gospodarz występuje Bocheński Klub Sportowy. Do 1996 roku właścicielem stadionu był Bocheński Klub Sportowy, jednak po utworzeniu Miejskiego Ośrodka Sportu i Rekreacji w Bochni został przekazany miastu. Miasto zobowiązało się wspierać finansowo Bocheński Klub Sportowy i bezpłatnie udostępniać mu obiekt.